# Klaus Dörner
Klaus Dörner (* 22. November 1933 in Duisburg; † 25. September 2022 in Gütersloh) war ein deutscher Psychiater sowie Medizin- und Psychiatriehistoriker, der auch auf dem Feld der Sozialpsychiatrie geforscht und publiziert hat.

## Leben
Dörner studierte Medizin, machte das Physikum im Jahr 1956 bei Hans Schaefer an der Ruprecht-Karls-Universität Heidelberg und wurde 1960 zum Dr. med. promoviert. Anschließend studierte er Soziologie und Geschichte. Mit der Arbeit Bürger und Irre. Zur Sozialgeschichte und Wissenssoziologie der Psychiatrie. wurde er 1969 zum Dr. phil. promoviert. Er habilitierte sich an der Psychiatrischen Universitätsklinik Hamburg. Von 1980 bis 1996 war er ärztlicher Leiter der Westfälischen Klinik in Gütersloh für Psychiatrie, Psychosomatik und Neurologie. An der Universität Witten/Herdecke lehrte er Psychiatrie. Dörner war in Zusammenarbeit mit Achim Thom an einer Reformierung und Modernisierung der Psychiatrie der vormaligen DDR beteiligt.
Seine zusammen mit Ursula Plog im Jahr 1978 veröffentlichte Publikation Irren ist menschlich. Lehrbuch für Psychiatrie und Psychotherapie gilt inzwischen als Standardwerk der Psychiatrie. Das Lehrbuch erlebte mehrere Auflagen und Aktualisierungen.
Ab Beginn der 1990er-Jahre engagierte sich Dörner für die Veröffentlichung der vollständigen Dokumentation, Wortprotokolle sowie Anklage- und Verteidigungsmaterialien des Nürnberger Ärzteprozesses. Nach dem Scheitern einer direkten Förderung dieses Projekts durch die Bundesärztekammer entschied Dörner sich für den Weg über die Ärzteschaft. Mit Unterstützung der Bundesärztekammer und der Landesärztekammern wurden zwischen 1994 und 1998 sämtliche Ärzte in Deutschland persönlich angeschrieben und um finanzielle Unterstützung gebeten; über 7900 Ärzte spendeten insgesamt rund 1,4 Millionen DM. Dörners Engagement führte schließlich 1999 zur Herausgabe der Mikrofiche-Edition Der Nürnberger Ärzteprozess 1946/47 im Auftrag der Stiftung für Sozialgeschichte des 20. Jahrhunderts. 2001 gab er zusammen mit Angelika Ebbinghaus dazu das Sammelwerk Vernichten und Heilen heraus, in dem die Herausgeber gemeinsam mit dreizehn weiteren Autoren die deutschen Medizinverbrechen während der NS-Diktatur analysieren.
Ab 2003 war er Mitglied im Präsidium des Deutschen Evangelischen Kirchentages.
Klaus Dörner engagierte sich in regem Austausch mit Krankenschwestern für die Pflege in Deutschland, so zum Beispiel mit der Frankfurter Fachkrankenschwester für psychiatrische Pflege Hilde Schädle-Deininger oder dem österreichischen Pflegewissenschaftler Erwin Böhm.
Verheiratet war Dörner in erster Ehe mit einer Historikerin und Lektorin, ab 1974 in zweiter Ehe mit einer Krankenschwester. Er starb am 25. September 2022 mit 88 Jahren in Gütersloh.

## Auszeichnungen
- 1990: Kulturpreis des Präses der evangelischen Kirche i. Rheinland
- 1997: Salomon-Neumann-Medaille
- 2000: Bundesverdienstkreuz 1. Klasse[7]
- 2007: Preis der Dr. Margrit Egnér-Stiftung
- 2008: Justinus-Kerner-Preis der Stadt Weinsberg
- 2014: ConSozial Wissenschaftspreis für das Lebenswerk

## Schriften (Auswahl)
- Die Wahninhalte phasischer Psychosen (mit F. J. M. Winzenried). Enke, Stuttgart 1964.
- Die Hochschulpsychiatrie. Sozialpsychiatrische Beiträge zur Hochschulforschung. Stand und Kritik. Enke, Stuttgart 1967.
- Bürger und Irre. Zur Sozialgeschichte und Wissenschaftssoziologie der Psychiatrie. Europäische Verlagsanstalt, Frankfurt am Main 1969; 2. Auflage ebenda 1984, 3. Auflage 1995, ISBN 3-434-46227-9.
- Diagnosen der Psychiatrie. Über die Vermeidungen der Psychiatrie und Medizin. Campus, Frankfurt am Main 1975, ISBN 3-593-32513-6.
- Irren ist menschlich. Lehrbuch für Psychiatrie und Psychotherapie (mit Ursula Plog). Psychiatrie Verlag, Wunstorf 1978; Neuausgabe 2017 mit Thomas Bock, Peter Brieger, Andreas Heinz, Frank Wendt (Hrsg.), ISBN 978-3-88414-610-1 (Rezension von Annemarie Jost. In: socialnet Rezensionen vom 6. Dezember 2016)
- Der Krieg gegen die psychisch Kranken. Nach „Holocaust“ Erkennen, Trauern, Begegnen. Psychiatrie-Verlag, Rehburg-Loccum 1980; 2. A. Bonn 1989, ISBN 3-88414-018-3.
- Zum Menschenbild in Begegnung und Partnerschaft. Beiträge zur dynamischen Psychopathologie W. Th. Winklers. Enke, Stuttgart 1987, ISBN 3-432-96821-3.
- Tödliches Mitleid. Zur Frage der Unerträglichkeit des Lebens. Oder: die Soziale Frage: Entstehung, Medizinisierung, NS-Endlösung, heute, morgen. Jakob van Hoddis, Gütersloh 1988; Paranus, Neumünster 2002, ISBN 3-926200-86-3.
- Psychiatrie und soziale Frage. Plädoyer für eine erweiterte Psychiatrie-Geschichtsschreibung. In: Norbert Frei (Hrsg.): Medizin und Gesundheitspolitik in der NS-Zeit. R. Oldenbourg Verlag, München 1991 (= Schriften der Vierteljahrshefte für Zeitgeschichte. Sondernummer), ISBN 3-486-64534-X, S. 287–294.
- Kieselsteine. Ausgewählte Schriften. Jakob van Hoddis, Gütersloh 1996, ISBN 3-926278-31-5 bzw. ISBN 3-926200-72-3 (Paranus).
- Anfänge der Sozialpsychiatrie. Bericht über eine Reise durch die sozialpsychiatrischen Pioniereinrichtungen der Bundesrepublik im Jahre 1968 (mit Ursula Plog). Das Narrenschiff, Bonn 1999, ISBN 3-88414-289-5.
- Der gute Arzt. Lehrbuch der ärztlichen Grundhaltung. Schattauer, Stuttgart 2001; 2. überarb. A. 2003, ISBN 3-7945-2250-8.
- Die Gesundheitsfalle. Woran unsere Medizin krankt. Zwölf Thesen zu ihrer Heilung. Econ, München 2003, ISBN 3-430-12241-4; Taschenbuchausgabe als Das Gesundheitsdilemma. Ullstein, Berlin 2004, ISBN 3-548-36705-4.
- Leben und sterben, wo ich hingehöre. Dritter Sozialraum und neues Hilfesystem. Paranus, Neumünster 2007, ISBN 978-3-926200-91-4. (Über Freunde und Nachbarn als Wahlverwandte, die heute mit den Pflegende Angehörigen zu nennen sind, wenn Pflegekultur Freundschaft und Familienbeziehung fortsetzen soll. Sie vergrößern in zunehmendem Umfang die Verlässlichkeit einer Versorgung in den eigenen vier Wänden. Rezension von Kurt Witterstätter, in: socialnet vom 27. Juni 2007.)
- Helfende Berufe im Markt-Doping. Wie sich Bürger- und Profi-Helfer nur gemeinsam aus der Gesundheitssfalle befreien. Paranus, Neumünster 2008, ISBN 978-3-926200-98-3. (Rezension von Barbara Hellige, in: socialnet vom 24. Juni 2008.)
- Helfensbedürftig. Heimfrei ins Dienstleistungsjahrhundert. Paranus, Neumünster 2012, ISBN 978-3-940636-18-8.

Herausgeberschaft:
- Sozialpsychiatrie. Psychisches Leiden zwischen Integration und Emanzipation (mit Ursula Plog). Luchterhand, Neuwied 1972; 2. korr. Auflage 1973, ISBN 3-472-61066-2.
- Gemeindepsychiatrie. Gemeindegesundheit zwischen Psychiatrie und Umweltschutz. Kohlhammer, Stuttgart 1979, ISBN 3-17-005097-4.
- (mit Angelika Ebbinghaus). Vernichten und Heilen. Der Nürnberger Ärzteprozeß und seine Folgen, Aufbau, Berlin 2002, ISBN 3-7466-8095-6.
- (mit Ulrich Spielmann): Geistige Behinderung, Humangenetik und Ethik : der Würzburg-Eisinger-Fall, Eisingen : St.-Josefs-Stift 2001, ISBN 978-3-00-007432-5.
- Freispruch der Familie. Wie Angehörige psychiatrischer Patienten sich in Gruppen von Not und Einsamkeit, von Schuld und Last frei-sprechen Psychiatrie-Verlag, Wunstorf 1982; Neuausgabe 1995, Reprint Köln 2014, ISBN 978-3-86739-141-2.